# برفيز باراستوي
برفيز باراستوي (بالفارسية: پرویز پرستویی ؛ من مواليد 24 يونيو 1955) هو ممثل إيراني. إنه يحمل الرقم القياسي لأكبر عدد من كريستال سيمرغ من قبل ممثل.

## وصلات خارجية
- برفيز باراستوي على موقع IMDb (الإنجليزية)
- برفيز باراستوي على موقع ألو سيني (الفرنسية)
- برفيز باراستوي على موقع قاعدة بيانات الفيلم (الإنجليزية)
- برفيز باراستوي على موقع كينوبويسك (الروسية)